# Nils Grotenfelt
Nils Gustaf Maximilian Grotenfelt, född 10 januari 1846 i Viborg, död 9 februari 1902 i Helsingfors, var en finländsk agronom; bror till Gösta Grotenfelt.
Grotenfelt blev student 1863 och genomgick Ultuna lantbruksinstitut 1865-67, varefter han övertog skötseln av fädernegodset Järvikylä i Jorois. Där inrättade han en mejeriskola och införde rationella metoder på kreatursskötselns område. För mejerihanteringens befordrande var han en av märkesmännen i Finland. Hans Handbok i mejerihushållningen (1881) kom till allmän användning i undervisningen i de nordiska länderna och Ryssland. År 1886 utgav han Mjölkhushållningens grunder. År 1892 utnämndes han till chef för den nyinrättade Lantbruksstyrelsen och omorganiserade i denna egenskap lantbruksundervisningen. Han invaldes som utländsk ledamot av svenska Lantbruksakademien 1882. Han var en verksam ledamot av flera ståndslantdagar.